# 628

## Esdeveniments
- L'Imperi Romà d'Orient derrota l'Imperi Sassànida després d'una llarga guerra que deixa ambdós contendents esgotats i prou debilitats perquè no puguin resistir l'expansió islàmica al cap de pocs anys.

## Naixements
- 21 de juliol - Xi'an (Xina): Li Zhi, va regnar amb el nom d'Emperador Gaozong de Tang (m. 683).[1]